# HafenCity
HafenCity je mestna četrt v okrožju Hamburg-Mitte v Hamburgu, Nemčija. Je na otoku Grasbrook na reki Labi na nekdanjem pristaniškem območju Hamburga. Formalno je bila ustanovljena leta 2008 in vključuje zgodovinsko območje Speicherstadt, ki je od leta 2015 na Unescovem seznamu svetovne dediščine s sosednjim Kontorhausviertlom. Glavna znamenitost HafenCityja je koncertna dvorana Elbphilharmonie.
V ožjem pomenu je HafenCity hamburški projekt urbane obnove, kjer se območje Grosser Grasbrook nekdanjega svobodnega pristanišča Hamburg oživlja z novimi hoteli, trgovinami, poslovnimi zgradbami in stanovanjskimi območji. Projekt velja za največji projekt urbane prenove v Evropi s površino približno 2,2 kvadratna kilometra. Z zmanjšanim gospodarskim pomenom prostih pristanišč v dobi proste trgovine Evropske unije, velikih kontejnerskih ladij in povečane varnosti na mejah, se je pristanišče zmanjšalo, zato se je sedanje območje HafenCity razbremenilo prejšnjih omejitev. Ustanovna slovesnost je bila 20. junija 2001, s prvo četrtjo Am Dalmannkai / Sandtorkai - do Elbphilharmonie - končana leta 2009.
Ko bo povsem razvito, bo območje HafenCity imelo okoli 12.000 prebivalcev in 40.000 delovnih mest. Možnost dokončanja ni vezana, verjetno pa bo med 2025 in 2030.

## Razmejitev
1. marca 2008 je bila četrt HafenCity razglašena za ločeno območje po zakonu o prostotrgovinskem območju Svobodnega in hanseatskega mesta Hamburg (Gesetz über die räumliche Gliederung der Freien und Hansestadt Hamburg) – RäumGlG. Sestavljena je iz nekdanjega pristanišča Großen Grasbrooks in okrožja skladišč na otokih Kehrwieder in Wandrahm. Skupaj je to omejeno območje Altstadt, Rothenburgsort in nekdanje okrožje Klostertor. 
Dekret senata je 20. februarja 2007 določil točno mejo razmejitev obeh delov novega okrožja. Nekaj več kot štiri leta prej, 1. januarja 2003 je bilo območje izvzeto iz brezcarinske cone Hamburg, da bi omogočili gradnjo stanovanj in pripadajoče infrastrukture.

### Speicherstadt
Zaradi nove divizije Speicherstadt (okrožje Skladišč) zdaj pripada upravni regiji severnega dela HafenCity namesto delu Altstadt. Vendar se izraz HafenCity uporablja predvsem za področje razvoja mesta, medtem ko se Speicherstadt obravnava kot ločena četrt.

## Zgodovina
Zemljišče nekdanjega otoka Grasbrook, na katerem je zgrajena četrt HafenCity, je ležalo do začetka 19. stoletja zunaj mestnih vrat. Mestne utrdbe so vodile po ulici Am Sandtorkai. Stanovanjski območji Kehrwieder in Wandrahm sta bili znotraj obzidja, na območju sedanje četrti HafenCity. Zunaj mestnega obzidja so se šotna območja uporabljala kot travniki, zahodni konec Große Grasbrook pa je bil uporabljen za usmrtitve, vključno s pirati Klausom Störtebekerjem in Vitalienbrüderji. V 18. in zgodnjem 19. stoletju so obratovali ladjedelnice in pristaniška podjetja. Leta 1844 so na severnem delu otoka zgradili prvo plinarno v Hamburgu.
Ko so konec 19. stoletja  zmogljivosti pristanišč Binnenhafen in Niederhafen postale polne, so mestno obzidje porušili in območje Grasbrook uporabljali za razširitev pristaniškega območja. Leta 1868 je bil v Sandtorhafnu zgrajen prvi umetni dok, leta 1881 pa je bil dodan Grasbrookhafen. Strandhafen je bil zgrajen neposredno na Norderelbu, Magdeburger Hafen, Brooktorhafen in Ericusgraben sta bila povezana z Oberhafnom in končno je bil Baakenhafen povezan z železniško povezavo preko mostov Hamburger Elbbrücken in Kirchenpauerhafen s sidriščem na Labi. Do leta 1886 je bil celoten otok zgrajen z doki in pristanišči. Leta 1872 je bila železniška postaja Hamburg Hannover zgrajena na Lohseplatz vzhodno od Magdeburger Hafna. Stanovanjski četrti Kehrwieder in Wandrahm sta bili porušeni leta 1883, da bi omogočili gradnjo carinske in brezcarinske cone pristanišča Hamburg, ki je zahtevala selitev približno 20.000 prebivalcev. Leta 1888 se je na tem območju lahko zgradila četrt skladišč (Speicherstadt). Kaispeicher B je bil zgrajen leta 1878, upravna stavba stare pristaniške oblasti (Altes Hafenamt) pa je bila zgrajena leta 1885 v Magdeburger Hafen. V začetku 20. stoletja so bila zgrajena prva ogrevana skladišča sadja, leta 1928 pa je bila zgrajena hladilnica za sledi, ki jo je zasnoval arhitekt Fritz Schumacher.

## Kultura in izobraževanje
Mesto Hamburg je zgradilo novo koncertno dvorano na vrhu starega skladišča, imenovano Elbphilharmonie. Je nov simbol mesta, vendar je bila ogrožena zaradi velikih prekoračitev stroškov in njena gradnja je zaostajala približno šest let. Odprta je bila 11. januarja 2017. 
Območje služi Katharinenschule, osnovni šoli . Je sedež Univerze HafenCity, nove šole s poudarkom na arhitekturi in urbanističnem načrtovanju. 

## Gospodarstvo
Območje je trenutno sedež nemškega Kühne & Nagel, mednarodnega ladijskega konglomerata, nov sedež skupine Spiegel Group in Unilever . Greenpeace je leta 2011 odprl svoj novi sedež v Hafencityju. Center Hamburg-America je odprl vrata leta 2009. 

## Transport in infrastruktura
Častni konzulat Kirgizistana s sedežem v Hamburgu od leta 1995 je na Am Sandtorkai 77. Na Strandkai je v Hamburg Cruise center HafenCity privez za križarjenja.
Območje navezuje novozgrajena podzemna linija U4, ki je bila končana leta 2012. Linija ima dve novi postaji: Überseequartier in Hafencity University 

## Zaščita pred poplavami
Ker je HafenCity občasno poplavljen zaradi nevihtnih valov, je uporaba inovativnih tehnologij za zaščito pred poplavami pomemben del njene prenove. Grožnja zaradi poplav je zaradi predvidenih učinkov podnebnih sprememb še večja. Medtem ko so nasipi na začetku veljali, da ščitijo otoke pred nevihtami, bi bili nemogoče dragi in jemali razgled. Namesto tega obstajajo stroga pravila o varstvu pred poplavami na posebnih razvojnih območjih, kot je na primer zahteva, da se nove ceste in javni prostori gradijo na peščenih terasah 7,6 m nad običajno plimo. Zgradbe vzdolž obale so na prvotni ravni, vendar morajo biti vodotesne nad višino ceste. Poleg tega morajo stavbe obkrožati prehodi, ki omogočajo dostop do višine 7,6 m, tako da ostanejo dostopne v času poplav. Čeprav je bila rešitev draga, je bila priznana kot ena od bolj inovativnih rešitev za zaščito pred poplavami, ki se danes uporabljajo. 